# Baby Boy (Beyoncé)
Baby Boy è un singolo della cantante statunitense Beyoncé, pubblicato il 3 agosto 2003 come secondo estratto dal primo album in studio Dangerously in Love.
Scritto da Beyoncé stessa insieme a Scott Storch, Sean Paul, Robert Waller e Jay-Z, Baby Boy ha visto la partecipazione vocale del rapper giamaicano Sean Paul e ha ottenuto un ottimo successo commerciale, piazzandosi in vetta nella Billboard Hot 100 per nove settimane, replicando i risultati della precedente hit. Nel resto del mondo, il singolo è andato altrettanto bene, entrando nella top ten di quasi tutti i mercati.

## Antefatti
Nel 2002, Beyoncé si è recata a Miami, negli Stati Uniti, per lavorare con il produttore discografico americano Scott Storch al suo album di debutto, Dangerously in Love. L'artista e Storch hanno scritto Baby Boy, con i contributi dell'autore americano Robert Waller e dell'allora compagno di Beyoncé, l'artista hip hop Jay-Z. Il brano presenta anche un'interpolazione nei testi di No Fear del gruppo hip hop O.G.C. usata verso la fine del brano: "We steppin' in hotter this year".
Una volta che il brano venne apparentemente completato, Beyoncé ha avuto l'idea che sarebbe stato "perfetto" se l'artista reggae giamaicano Sean Paul avesse contribuito con una parte canora. Beyoncé ha contattato Sean Paul chiedendogli di collaborare con lei in Baby Boy. Sean Paul accettò e prese il volo dalla Giamaica per affiancarla durante le sessioni di registrazione del brano. Il rapper contribuì con una strofa toast, ed entrambi finirono di registrare Baby Boy a marzo 2003, durante le ultime sedute di registrazione del disco.

## Descrizione
Baby Boy è un brano midtempo contemporary R&B e dancehall, con sfumature di musica reggae e araba. È stato scritto usando un tempo comune nella tonalità del Do minore, e posto su un impulso ritmico moderato di 92 battiti per minuto. La padronanza di Storch della musica indiana e mediorientale ha contribuito agli influssi di musica asiatica. La voce di Beyoncé è accompagnata da battiti dalle sonorità di nacchere, applausi sintetizzati e slapping. Secondo Roger Friedman di Fox News Channel, Baby Boy è basato sul brano reggae Here Comes the Hotstepper del 1995, cantato dal cantante giamaicano Ini Kamoze.
Baby Boy è stato considerato in un certo senso un seguito a '03 Bonnie & Clyde, un brano di Jay-Z cantato con Beyoncé del 2002. I testi descrivono le fantasie di una donna e, mantenendo la linea con lo spirito dell'intero album, Beyoncé li ha definiti a lei personali.

## Promozione e accoglienza

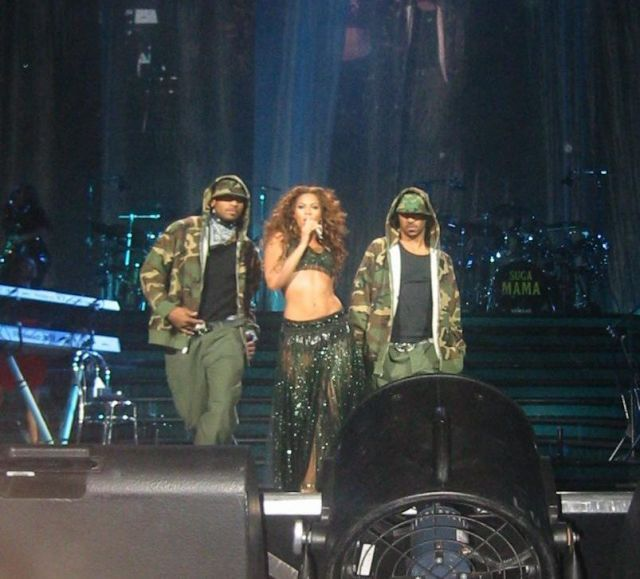
Beyoncé che canta Baby Boy, fiancheggiata da due ballerini

Baby Boy è stato lanciato come secondo singolo dall'album di debutto di Beyoncé, Dangerously in Love. È stato annoverato alle playlist delle contemporary hit radio e rhythmic contemporary degli Stati Uniti il 3 agosto 2003. Il brano è stato distribuito in un Maxi singolo in Canada il 7 ottobre 2003, e in un CD singolo in Germania, e negli Stati Uniti il 13 e il 14 ottobre rispettivamente.
Baby Boy è stato molto ben accolto dalla critica. Anthony DeCurtis della rivista Rolling Stone ha scritto che Beyoncé sembra che si stia "divertendo" molto nel brano.

## Video musicale
Il videoclip di Baby Boy è stato diretto da Jake Nava, che aveva lavorato con la cantante già nel video di Crazy in Love, e girato a Miami fra il 7 e l'8 agosto 2003. È girato sia di sera sia anche di giorno, ma prevale comunque il buio e l'oscurità, e dura 4:08. L'ambientazione è una casa arredata secondo differenti stili: c'è una stanza in stile giapponese e un'altra in stile vecchio inglese.
Baby Boy è stato trasmesso in anteprima su MTV il 25 agosto 2003, ed è rimasto nella classifica di Total Request Live per quasi un anno.
La preparazione della coreografia è stata mostrata in parte durante una puntata dello show MTV Diary che vedeva Beyoncé come protagonista; una parte è eseguita con quattro ballerine e utilizza elementi stilistici tipici della dancehall; ma la parte più accattivante è quella in cui la cantante si esibisce in un assolo su una spiaggia di notte, eseguendo un balletto molto influenzato dalla danza del ventre; questa scena è stata girata su uno strumentale che non è presente nella versione originale del brano.

## Tracce
Testi e musiche di Beyoncé Knowles, Sean Paul Henriques, Scott Storch, Robert Waller e Shawn Carter.
CD single (674260.2)
1. "Baby Boy" – 4:04
2. "Baby Boy" (Junior Vasquez Club Anthem Remix) – 8:50
3. "Krazy In Luv" (Adam 12 So Crazy Remix) – 4:30

CD-Maxi (674 287 2)
1. "Baby Boy" (Album Version) – 4:04
2. "Baby Boy" (Maurice's Nu Soul Mix) – 6:14
3. "Baby Boy" (Junior's Papadella) – 3:58
4. "Krazy In Luv" (Adam 12 So Crazy Remix) – 4:30

12" Maxi (674 287 6 000)
1. "Baby Boy" (Album Version) – 4:04
2. "Baby Boy" (Junior Vasquez Club Anthem Remix) – 8:50
3. "Baby Boy" (Maurice's Nu Soul Mix) – 6:14
4. "Baby Boy" (Maurice's Nu Dub Baby!) – 6:30

## Classifiche

### Classifiche settimanali
| Classifica (2003)         | Posizione massima |
| ------------------------- | ----------------- |
| Australia                 | 2                 |
| Austria                   | 18                |
| Belgio (Fiandre)          | 11                |
| Belgio (Vallonia)         | 7                 |
| Danimarca                 | 6                 |
| Europa                    | 3                 |
| Francia                   | 8                 |
| Germania                  | 4                 |
| Irlanda                   | 6                 |
| Italia                    | 12                |
| Norvegia                  | 10                |
| Nuova Zelanda             | 2                 |
| Paesi Bassi               | 8                 |
| Regno Unito               | 2                 |
| Spagna                    | 8                 |
| Stati Uniti               | 1                 |
| Stati Uniti (pop)         | 1                 |
| Stati Uniti (R&B/hip-hop) | 1                 |
| Stati Uniti (radio)       | 1                 |
| Svezia                    | 5                 |
| Svizzera                  | 5                 |

### Classifiche di fine anno
| Classifica (2003) | Posizione |
| ----------------- | --------- |
| Australia         | 30        |
| Belgio (Fiandre)  | 77        |
| Belgio (Vallonia) | 83        |
| Germania          | 67        |
| Regno Unito       | 97        |
| Svezia            | 54        |
| Svizzera          | 29        |